# De Cock en de dood van een kunstenaar
De Cock en de dood van een kunstenaar  is het vierenzestigste deel van de detectivereeks De Cock van de Nederlandse auteur Appie Baantjer waarin rechercheurs Jurriaan 'Jurre' de Cock en Dick Vledder de moord oplossen op de Amsterdamse kunstenaar Peter Karstens en speelt zich af in de Amsterdamse veilingwereld.

## Verhaal
Rechercheur De Cock heeft twee vrienden in Amsterdam. Cafébaas Smalle Lowietje en kunstenaar Peter Karstens. Eerstgenoemde kan de werkzaamheden van De Cock wel waarderen, laatstgenoemde daarentegen vindt dat hij zijn talenten verspilt bij de recherche. Op een avond om negen uur als Dick Vledder druk bezig is achterstallige processen-verbaal in te voeren op zijn computer, die De Cock heel vroeger zelf met twee vingers moest typen, neemt laatstgenoemde afscheid van zijn collega. Hij gaat nog even naar de Noordermarkt om Peter Karstens te bezoeken. Daar aangekomen is de beeldschone vriendin Maria ingeruild voor een grote hond. Maria is volgens Peter uit de gevarenzone en dientengevolge is de nieuw aangeschafte hond, een leonberger, daarbinnen. Bij zijn afscheid is De Cock nog niet veel wijzer geworden. De ogen van zijn vriend staan dof. De hond is er om hem te beschermen en als het dier faalt moet De Cock de daders maar opsporen. De rechercheur krijgt een schilderij mee voor thuis. Want Peter gelooft niet in het recht maar wel in De Cock.
Als De Cock weer terug langs wachtcommandant Jan Rozenbrand van het bureau Warmoesstraat loopt zegt deze vrolijk dat De Cock zich heeft laten omkopen. In de recherchekamer ziet de rechercheur dat het een Monet is uit zijn Hollandse periode. Dick Vledder vraagt wat Peter Karstens wilde. De Cock probeert het uit te leggen, maar Dick Vledder blijft de man een bedrieger en een vervalser vinden. Zijn werk lijkt te echt. De discussie wordt verbroken door een telefoontje van Jan Rozenbrand. Op de Noordermarkt is een man neergeschoten. Op de plaats delict treffen de twee rechercheurs zowel Peter Karstens als zijn hond dood aan. Voor het eerste tijdens zijn werk als rechercheur moet De Cock huilen. Hij besluit ook op de hond sectie te laten verrichten door dokter Rusteloos. Ook politiefotograaf Bram van Wielingen herkent het slachtoffer. Hij heeft zijn kinderen door de schilder laten vereeuwigen. Terug aan de Warmoesstraat zit Maria van Overloon op De Cock te wachten. Ze is dus tijdelijk ondergedoken in een huurappartement op het Prinseneiland. Aan het eind van het gesprek zegt Maria dat De Cock de Monet moet laten inlijsten.
De volgende morgen meldt zich in de recherchekamer Alfred van der Broek van het veilinghuis Brilliance of Art, gevestigd aan de Lijnbaansgracht. Zijn bedrijf heeft de kunstschilder een groot voorschot gegeven, dat nu waardeloos lijkt te zijn. In Blaricum hangt aan de muur bij de directeur Paul van Eldersloo trouwens een Renoir van Karstens aan de muur. Na zijn vertrek betoogt De Cock richting Vledder dat het eenieder vrij staat De Nachtwacht na te schilderen. Terwijl De Cock in zijn eentje rondsnuffelt in het atelier van Peter Karstens, wordt hij gestoord door Paul van Eldersloo. Hij komt een betaalde Renoir ophalen, maar hij krijgt te horen dat de kunstschilder dood is en het atelier verzegeld. De volgende ochtend meldt zich een getuige van de moord, ene Hannes van der Laar. De Cock neemt hem mee om wat foto’s van lange magere gozertjes door te nemen op het Hoofdbureau. Een oud collega van het bureau Warmoesstraat, Hans Rijpkema, neemt daar de honneurs waar. Als vermoedelijke dader komt Matthijs van Slooten opduiken, 29 jaar uit de Haarlemmer Houttuinen. Omdat in zijn antecedenten verboden wapenbezit en een onbewezen poging tot moord voorkomen, besluit De Cock hem op te halen. De Cock verschaft zich toegang met het apparaat van Handige Henkie en Dick Vledder gaat met getrokken wapen het eerst naar binnen. Hij schiet indien nodig immers beduidend sneller en beter. Matthijs wordt daar met drie kogels in het hart echter reeds vermoord aangetroffen. Bij het wegdragen van het lijk laat De Cock aan de aanwezigen de billen van het slachtoffer zien. Een fikse wond dicht bij de bilnaad. De beet van een leonberger! Vledder denkt op de plaats delict het wapen van de moord op de kunstschilder te hebben aangetroffen. Een Webley&Scott revolver. En hij heeft tussen twee krantenpagina’s een biljet van 50 euro gevonden. Het zou een restant van het moordgeld kunnen zijn. Bij de recherchekamer zit dan al uren Barbara van Tollebeek te wachten. Ze is de verloofde van Matthijs, die een bruidsschat zocht om met haar te kunnen trouwen en die zij wanhopig blijft verdedigen. De Cock riposteert dat Matthijs de moord heeft gepleegd. DNA-onderzoek van de hond zal de beet in de bil van Matthijs door de leonberger bevestigen. Het wapen is inmiddels bij hem thuis aangetroffen. De zaak is rond. Bij haar vertrek geeft Barbara dan toch maar een onscherpe foto van de contactpersoon van Matthijs af.
Maria van Overloon is de volgende morgen bij de rechercheurs ontboden om de foto te bekijken. Nadat De Cock haar weinig subtiel op de hoogte heeft gebracht van de moord op de moordenaar, neemt ze de foto aan. Ze zegt dat ze duidelijk Justus van Rijsbergen herkent. Inkoper van het veilinghuis Brilliance of Art. En ja, met hem had Peter de grootste ruzie. De Cock zegt later tegen Vledder dat hij een veranderende gelaatsuitdrukking bij Maria had bemerkt. De grijze rechercheur besluit de man van de foto bij hem op kantoor te ontbieden. Peter geeft toe dat er enige onenigheden waren, vooral wegens de voortdurende voorschotten die het veilinghuis de kunstschilder moest betalen. Matthijs van Slooten zegt hij te kennen van een mislukt sollicitatiegesprek, gevoerd op een Amsterdams terras. Bij de nabespreking tussen Dick Vledder en De Cock meldt zich telefonisch Justus van Rijsbergen. Hij heeft in zijn woonhuis aan de Brouwersgracht Alfred van der Broek in de woonkamer vermoord aangetroffen. De twee rechercheurs zien wederom 3 kogels in het hart, dezelfde modus operandi. De Cock voert met Justus een onprettig gesprek. Hij waarschuwt hem dat hij wel eens het volgende slachtoffer zou kunnen zijn. Terug op de Warmoesstraat meldt De Cock zich een halve dag te laat bij zijn chef Buitendam. Het gesprek loopt echt volledig uit de hand. Commissaris Buitendam weet niets en De Cock heeft heel verstrekkende vermoedens.
De twee rechercheurs besluiten naar Smalle Lowietje te gaan voor een cognackie. Vlak daarvoor is Jan van Oldehove van het veilinghuis spontaan wat huisroddels komen vertellen. Als Lowie de foto van Matthijs ziet, herkent hij hem meteen. Hij noemt spontaan het merk van zijn revolver en beschuldigt hem ervan zich in zijn etablissement te hebben aangeboden als huurmoordenaar. Terug op het bureau is Maria van Overloon er om De Cock aan de dag van de begrafenis te herinneren. Morgen om 1400uur op Zorgvlied. Ook lijstenmaker Gerard Verbruggen zal er zijn, een goede vriend van Peter. De Cock moet zijn schilderij morgen maar meenemen. Die avond om 2300uur rijden de twee rechercheurs nog naar het woonhuis van Justus van Rijsbergen aan de Herengracht. Nadat De Cock zich weer eens toegang heeft verschaft vinden ze zijn lijk. Dezelfde modus operandi.
Bij de begrafenis op Zorgvlied is ook de getuige van de moord, Hannes van der Laar aanwezig. Laatstgenoemde had ook Maria vrijwel gelijktijdig met de politie van zijn bevindingen op de hoogte gebracht. De lijstenmaker Gerard Verbruggen ontfermt zich over het schilderij van De Cock. Hij zegt tegen De Cock dat hij binnenkort de gang rondom de drie moorden zichtbaar zal maken. De volgende dag besluit De Cock Paul van Eldersloo zijn Renoir in Blaricum te gaan brengen. Hij wil hem gaan gebruiken als lokaas. Maar de val mislukt. De uitgenodigde drievoudige moordenaar laat zich niet zien voor een vierde moord. De volgende dag geeft De Cock aan Dick Vledder opening van zaken. Maar lijstenmaker Gerard Verbruggen heeft het laatste woord. Hij komt het ingelijste schilderij terugbrengen op de recherchekamer. Bovendien heeft hij zijn belofte ingelost. De raadselen rond de moorden zijn nu zichtbaar gemaakt.
De Cock legt deze keer bij hem thuis de gang van het onderzoek en de mislukte val uit. En bovenal het sleutelbewijs verborgen in ‘De Monet’. Fred Keizer en Appie Prins, die mee hadden gedaan aan de mislukte Blaricumse val, zijn aanwezig. Maar ook Dick Vledder en Adelheid zijn van de partij. De Cock vertelt dat hij de avond van de moord De Monet had gekregen. Het schilderij was meer dan een ultiem bewijs van vriendschap. In het schilderij zat het plan verborgen op een tweede doek, hoe de eventuele moord op Peter Karstens zou worden afgewikkeld. Peter en Maria Overloon hadden vele voorbereidingen getroffen. Schietoefeningen, een andere identiteit en cosmetische chirurgie voor Maria waren al lang van tevoren geregeld. Maria pleegde de drie moorden en kwam vervolgens niet naar Blaricum. Ze is al in het buitenland. Het hele verhaal stond al op de velletjes papier die onder De Monet waren verstopt en te gelegener tijd door de lijstenmaker zouden worden gevonden. Peter Karstens had een conflict met het veilinghuis Brilliance of Art. Hij maakte jarenlang in goede harmonie voor hen duplicaten van te veilen kunstwerken. Totdat hij erachter kwam dat ook een duplicaat als echt was doorverkocht. Dat de directeur in Blaricum een nagemaakt schilderij had hangen was dus niet het conflict. Paul van Eldersloo en De Cock waardeerde de schilderijen wegens de kunstenaar Peter Karstens. De doorverkoop aan klanten van duplicaten als echt werd wel het dodelijk conflict. De twee heren van het veilinghuis stonden al op de wreeklijst achter in De Monet. De huurmoordenaar heeft Maria van Overloon waarschijnlijk zelf opgespoord. Als iedereen weg is vraagt mevrouw De Cock of haar echtgenoot nog iets doet aan de zaak. De Cock heeft een internationaal opsporingsbevel doen uitgaan. Hij verwacht er niet veel van. Desgevraagd zegt hij dat Maria in haar huurappartement alleen haar rouwkleding heeft achtergelaten.